# Đội tuyển bóng đá U-23 quốc gia Brunei
Đội tuyển bóng đá U-23 quốc gia Brunei (tiếng Anh: Brunei national under-23 football team, cũng biết gọi là U-23 Brunei, hoặc Đội tuyển Olympic Brunei) đại diện cho Brunei trong các giải thi đấu bóng đá quốc tế tại Thế vận hội, Đại hội Thể thao châu Á và Đại hội Thể thao Đông Nam Á, cũng như bất kỳ các giải đấu bóng đá quốc tế U-23 khác.

## Thành tích tại các giải đấu

### Thế vận hội
| Kỷ lục Thế vận hội Mùa hè | Kỷ lục Thế vận hội Mùa hè | Kỷ lục Thế vận hội Mùa hè | Kỷ lục Thế vận hội Mùa hè | Kỷ lục Thế vận hội Mùa hè | Kỷ lục Thế vận hội Mùa hè | Kỷ lục Thế vận hội Mùa hè | Kỷ lục Thế vận hội Mùa hè | Kỷ lục Thế vận hội Mùa hè |
| Năm                       | Kết quả                   | Vị trí                    | ST                        | T                         | H                         | B                         | BT                        | BB                        |
| ------------------------- | ------------------------- | ------------------------- | ------------------------- | ------------------------- | ------------------------- | ------------------------- | ------------------------- | ------------------------- |
| 1992                      | Không tham dự             | Không tham dự             | Không tham dự             | Không tham dự             | Không tham dự             | Không tham dự             | Không tham dự             | Không tham dự             |
| 1996                      | Không tham dự             | Không tham dự             | Không tham dự             | Không tham dự             | Không tham dự             | Không tham dự             | Không tham dự             | Không tham dự             |
| 2000                      | Không tham dự             | Không tham dự             | Không tham dự             | Không tham dự             | Không tham dự             | Không tham dự             | Không tham dự             | Không tham dự             |
| 2004                      | Không tham dự             | Không tham dự             | Không tham dự             | Không tham dự             | Không tham dự             | Không tham dự             | Không tham dự             | Không tham dự             |
| 2008                      | Không tham dự             | Không tham dự             | Không tham dự             | Không tham dự             | Không tham dự             | Không tham dự             | Không tham dự             | Không tham dự             |
| 2012                      | Không tham dự             | Không tham dự             | Không tham dự             | Không tham dự             | Không tham dự             | Không tham dự             | Không tham dự             | Không tham dự             |
| 2016                      | Không vượt qua vòng loại  | Không vượt qua vòng loại  | Không vượt qua vòng loại  | Không vượt qua vòng loại  | Không vượt qua vòng loại  | Không vượt qua vòng loại  | Không vượt qua vòng loại  | Không vượt qua vòng loại  |
| 2020                      | Không vượt qua vòng loại  | Không vượt qua vòng loại  | Không vượt qua vòng loại  | Không vượt qua vòng loại  | Không vượt qua vòng loại  | Không vượt qua vòng loại  | Không vượt qua vòng loại  | Không vượt qua vòng loại  |
| 2024                      | Không vượt qua vòng loại  | Không vượt qua vòng loại  | Không vượt qua vòng loại  | Không vượt qua vòng loại  | Không vượt qua vòng loại  | Không vượt qua vòng loại  | Không vượt qua vòng loại  | Không vượt qua vòng loại  |
| 2028                      | Chưa xác định             | Chưa xác định             | Chưa xác định             | Chưa xác định             | Chưa xác định             | Chưa xác định             | Chưa xác định             | Chưa xác định             |
| Tổng số                   |                           | 0 / 7                     |                           |                           |                           |                           |                           |                           |

### Đại hội Thể thao châu Á
| Kỷ lục Kỷ lục Đại hội Thể thao châu Á | Kỷ lục Kỷ lục Đại hội Thể thao châu Á | Kỷ lục Kỷ lục Đại hội Thể thao châu Á | Kỷ lục Kỷ lục Đại hội Thể thao châu Á | Kỷ lục Kỷ lục Đại hội Thể thao châu Á | Kỷ lục Kỷ lục Đại hội Thể thao châu Á | Kỷ lục Kỷ lục Đại hội Thể thao châu Á | Kỷ lục Kỷ lục Đại hội Thể thao châu Á | Kỷ lục Kỷ lục Đại hội Thể thao châu Á |
| Năm                                   | Kết quả                               | Vị trí                                | ST                                    | T                                     | H                                     | B                                     | BT                                    | BB                                    |
| ------------------------------------- | ------------------------------------- | ------------------------------------- | ------------------------------------- | ------------------------------------- | ------------------------------------- | ------------------------------------- | ------------------------------------- | ------------------------------------- |
| 2002                                  | Không tham dự                         | Không tham dự                         | Không tham dự                         | Không tham dự                         | Không tham dự                         | Không tham dự                         | Không tham dự                         | Không tham dự                         |
| 2006                                  | Không tham dự                         | Không tham dự                         | Không tham dự                         | Không tham dự                         | Không tham dự                         | Không tham dự                         | Không tham dự                         | Không tham dự                         |
| 2010                                  | Không tham dự                         | Không tham dự                         | Không tham dự                         | Không tham dự                         | Không tham dự                         | Không tham dự                         | Không tham dự                         | Không tham dự                         |
| 2014                                  | Không tham dự                         | Không tham dự                         | Không tham dự                         | Không tham dự                         | Không tham dự                         | Không tham dự                         | Không tham dự                         | Không tham dự                         |
| 2018                                  | Không tham dự                         | Không tham dự                         | Không tham dự                         | Không tham dự                         | Không tham dự                         | Không tham dự                         | Không tham dự                         | Không tham dự                         |
| 2022                                  | Không tham dự                         | Không tham dự                         | Không tham dự                         | Không tham dự                         | Không tham dự                         | Không tham dự                         | Không tham dự                         | Không tham dự                         |
| 2026                                  | Chưa xác định                         | Chưa xác định                         | Chưa xác định                         | Chưa xác định                         | Chưa xác định                         | Chưa xác định                         | Chưa xác định                         | Chưa xác định                         |
| Tổng số                               | 0/6                                   | 0                                     | 0                                     | 0                                     | 0                                     | 0                                     | 0                                     | 0                                     |

- Kể từ năm 2002, bóng đá tại Đại hội Thể thao châu Á thay đổi thành giải đấu U-23.

### Đại hội Thể thao Đông Nam Á
| Kỷ lục Đại hội Thể thao Đông Nam Á | Kỷ lục Đại hội Thể thao Đông Nam Á | Kỷ lục Đại hội Thể thao Đông Nam Á | Kỷ lục Đại hội Thể thao Đông Nam Á | Kỷ lục Đại hội Thể thao Đông Nam Á | Kỷ lục Đại hội Thể thao Đông Nam Á | Kỷ lục Đại hội Thể thao Đông Nam Á | Kỷ lục Đại hội Thể thao Đông Nam Á | Kỷ lục Đại hội Thể thao Đông Nam Á |
| Năm                                | Vòng                               | Vị trí                             | ST                                 | T                                  | H*                                 | B                                  | BT                                 | BB                                 |
| ---------------------------------- | ---------------------------------- | ---------------------------------- | ---------------------------------- | ---------------------------------- | ---------------------------------- | ---------------------------------- | ---------------------------------- | ---------------------------------- |
| 2001                               | Vòng 1                             | 9/9                                | 3                                  | 0                                  | 0                                  | 3                                  | 1                                  | 19                                 |
| 2003                               | Không tham dự                      | Không tham dự                      | Không tham dự                      | Không tham dự                      | Không tham dự                      | Không tham dự                      | Không tham dự                      | Không tham dự                      |
| 2005                               | Rút lui                            | Rút lui                            | Rút lui                            | Rút lui                            | Rút lui                            | Rút lui                            | Rút lui                            | Rút lui                            |
| 2007                               | Không tham dự                      | Không tham dự                      | Không tham dự                      | Không tham dự                      | Không tham dự                      | Không tham dự                      | Không tham dự                      | Không tham dự                      |
| 2009                               | Không tham dự                      | Không tham dự                      | Không tham dự                      | Không tham dự                      | Không tham dự                      | Không tham dự                      | Không tham dự                      | Không tham dự                      |
| 2011                               | Vòng 1                             | 9/11                               | 5                                  | 1                                  | 1                                  | 3                                  | 5                                  | 17                                 |
| 2013                               | Vòng 1                             | 10/10                              | 4                                  | 0                                  | 0                                  | 4                                  | 2                                  | 14                                 |
| 2015                               | Vòng 1                             | 11/11                              | 5                                  | 0                                  | 0                                  | 5                                  | 2                                  | 17                                 |
| 2017                               | Vòng 1                             | 11/11                              | 4                                  | 0                                  | 0                                  | 4                                  | 1                                  | 12                                 |
| 2019                               | Vòng 1                             | 11/11                              | 5                                  | 0                                  | 0                                  | 5                                  | 0                                  | 31                                 |
| 2021                               | Không tham dự                      | Không tham dự                      | Không tham dự                      | Không tham dự                      | Không tham dự                      | Không tham dự                      | Không tham dự                      | Không tham dự                      |
| 2023                               | Không tham dự                      | Không tham dự                      | Không tham dự                      | Không tham dự                      | Không tham dự                      | Không tham dự                      | Không tham dự                      | Không tham dự                      |
| Tổng số                            | 6/10                               | Vòng bảng                          | 26                                 | 1                                  | 1                                  | 25                                 | 11                                 | 110                                |

- Kể từ năm 2001, bóng đá tại Đại hội Thể thao Đông Nam Á thay đổi thành giải đấu U-23.

### Kỷ lục giải vô địch bóng đá U-23 châu Á
| Kỷ lục Giải vô địch bóng đá U-23 châu Á | Kỷ lục Giải vô địch bóng đá U-23 châu Á | Kỷ lục Giải vô địch bóng đá U-23 châu Á | Kỷ lục Giải vô địch bóng đá U-23 châu Á | Kỷ lục Giải vô địch bóng đá U-23 châu Á | Kỷ lục Giải vô địch bóng đá U-23 châu Á | Kỷ lục Giải vô địch bóng đá U-23 châu Á | Kỷ lục Giải vô địch bóng đá U-23 châu Á | Kỷ lục Giải vô địch bóng đá U-23 châu Á |
| Năm                                     | Kết quả                                 | Vị trí                                  | ST                                      | T                                       | H                                       | B                                       | BT                                      | BB                                      |
| --------------------------------------- | --------------------------------------- | --------------------------------------- | --------------------------------------- | --------------------------------------- | --------------------------------------- | --------------------------------------- | --------------------------------------- | --------------------------------------- |
| 2013                                    | Không tham dự                           | Không tham dự                           | Không tham dự                           | Không tham dự                           | Không tham dự                           | Không tham dự                           | Không tham dự                           | Không tham dự                           |
| 2016                                    | Không vượt qua vòng loại                | Không vượt qua vòng loại                | Không vượt qua vòng loại                | Không vượt qua vòng loại                | Không vượt qua vòng loại                | Không vượt qua vòng loại                | Không vượt qua vòng loại                | Không vượt qua vòng loại                |
| 2018                                    | Không vượt qua vòng loại                | Không vượt qua vòng loại                | Không vượt qua vòng loại                | Không vượt qua vòng loại                | Không vượt qua vòng loại                | Không vượt qua vòng loại                | Không vượt qua vòng loại                | Không vượt qua vòng loại                |
| 2020                                    | Không vượt qua vòng loại                | Không vượt qua vòng loại                | Không vượt qua vòng loại                | Không vượt qua vòng loại                | Không vượt qua vòng loại                | Không vượt qua vòng loại                | Không vượt qua vòng loại                | Không vượt qua vòng loại                |
| 2022                                    | Không tham dự                           | Không tham dự                           | Không tham dự                           | Không tham dự                           | Không tham dự                           | Không tham dự                           | Không tham dự                           | Không tham dự                           |
| 2024                                    | Không vượt qua vòng loại                | Không vượt qua vòng loại                | Không vượt qua vòng loại                | Không vượt qua vòng loại                | Không vượt qua vòng loại                | Không vượt qua vòng loại                | Không vượt qua vòng loại                | Không vượt qua vòng loại                |
| Tổng số                                 | 0/5                                     | 0                                       | 0                                       | 0                                       | 0                                       | 0                                       | 0                                       | 0                                       |

*Biểu thị các trận hòa bao gồm các trận đấu vòng đấu loại trực tiếp được quyết định trên loạt sút luân lưu.

### Giải vô địch bóng đá U-23 Đông Nam Á
| Thành tích Giải vô địch bóng đá U-23 Đông Nam Á | Thành tích Giải vô địch bóng đá U-23 Đông Nam Á | Thành tích Giải vô địch bóng đá U-23 Đông Nam Á | Thành tích Giải vô địch bóng đá U-23 Đông Nam Á | Thành tích Giải vô địch bóng đá U-23 Đông Nam Á | Thành tích Giải vô địch bóng đá U-23 Đông Nam Á | Thành tích Giải vô địch bóng đá U-23 Đông Nam Á | Thành tích Giải vô địch bóng đá U-23 Đông Nam Á | Thành tích Giải vô địch bóng đá U-23 Đông Nam Á |
| Năm                                             | Kết quả                                         | Vị trí                                          | ST                                              | T                                               | H                                               | B                                               | BT                                              | BB                                              |
| ----------------------------------------------- | ----------------------------------------------- | ----------------------------------------------- | ----------------------------------------------- | ----------------------------------------------- | ----------------------------------------------- | ----------------------------------------------- | ----------------------------------------------- | ----------------------------------------------- |
| 2005                                            | Không tham dự                                   | Không tham dự                                   | Không tham dự                                   | Không tham dự                                   | Không tham dự                                   | Không tham dự                                   | Không tham dự                                   | Không tham dự                                   |
| 2011                                            | Bị hủy bỏ                                       | Bị hủy bỏ                                       | Bị hủy bỏ                                       | Bị hủy bỏ                                       | Bị hủy bỏ                                       | Bị hủy bỏ                                       | Bị hủy bỏ                                       | Bị hủy bỏ                                       |
| 2019                                            | Không tham dự                                   | Không tham dự                                   | Không tham dự                                   | Không tham dự                                   | Không tham dự                                   | Không tham dự                                   | Không tham dự                                   | Không tham dự                                   |
| 2022                                            | Vòng bảng                                       | 8/9                                             | 3                                               | 0                                               | 0                                               | 3                                               | 2                                               | 13                                              |
| 2023                                            | Vòng bảng                                       | 10/10                                           | 3                                               | 0                                               | 0                                               | 3                                               | 1                                               | 12                                              |
| 2025                                            | Vòng bảng                                       | 10/10                                           | 3                                               | 0                                               | 0                                               | 3                                               | 1                                               | 17                                              |
| Tổng số                                         | Vòng bảng                                       | 8/9                                             | 9                                               | 0                                               | 0                                               | 9                                               | 4                                               | 42                                              |